# Goodrich (Michigan)
Goodrich è un villaggio degli Stati Uniti d'America, situato nello Stato del Michigan, nella contea di Genesee.